# 帕塞
- 關於法国奥恩省同名市镇，請見「帕塞 (奥恩省)」。
- 關於德国城市Passee，請見「帕塞 (梅克伦堡-前波美拉尼亚)」。

帕塞（法語：Pacé，法語發音：[pase]）是法国伊勒-维莱讷省的一个市镇，位于该省中部偏西，属于雷恩区和雷恩都会区，其市镇面积为34.94平方公里，2022年1月1日时人口数量为11815人。
帕塞是雷恩都会区的组成部分，是雷恩近郊重要的卫星城，位于雷恩市区西北大约8公里。

## 行政
帕塞的邮政编码为35740，INSEE市镇编码为35210。

## 地理

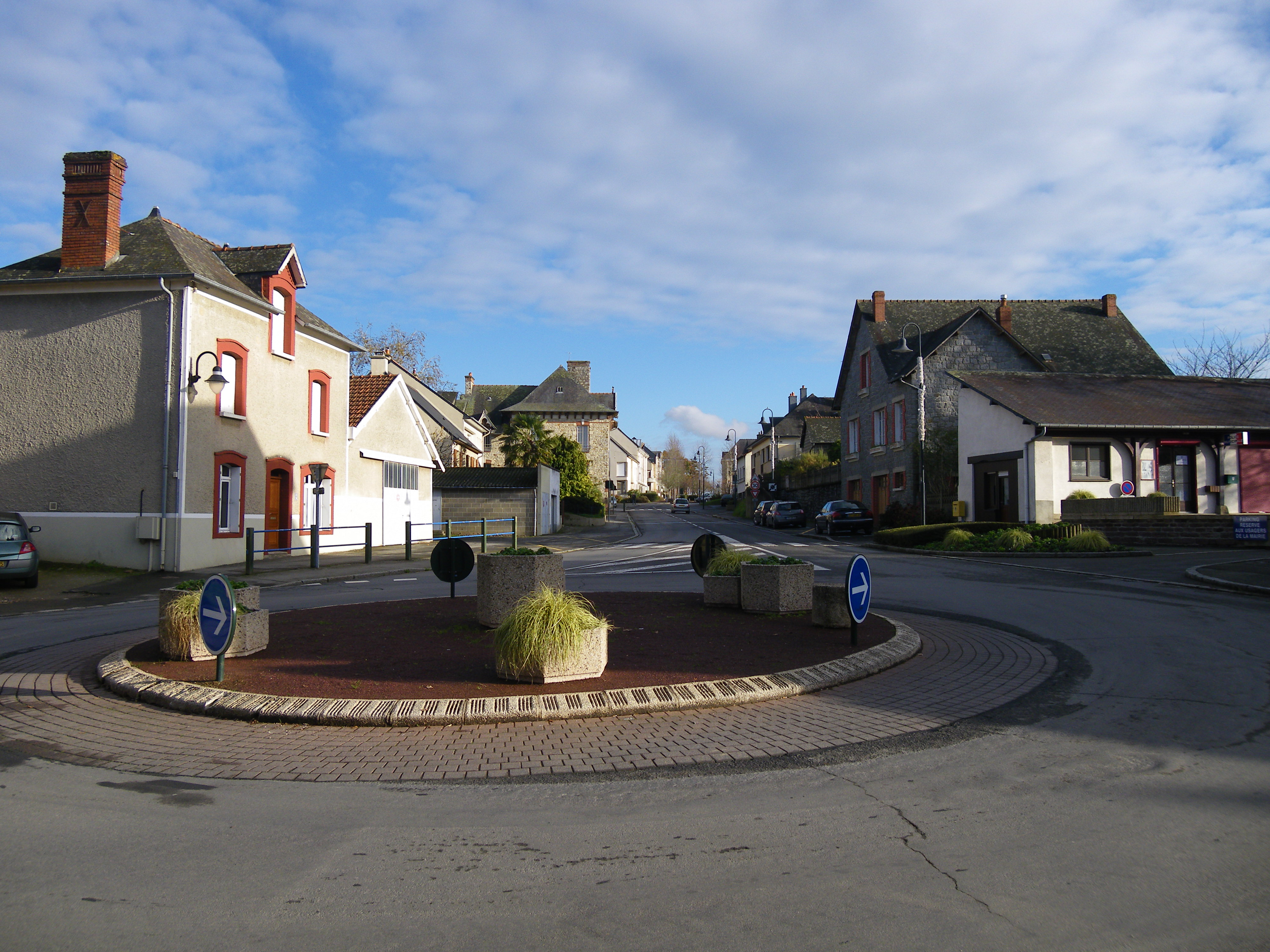
帕塞镇中心

帕塞（48°8'52"N, 1°46'26"W）位于法国西北部，布列塔尼大区东部和伊勒-维莱讷省中部偏西，距离省会雷恩大约8公里。
与帕塞接壤的市镇包括：雷恩、莱尔米塔日、拉沙佩勒德富日雷、热沃泽、拉梅济耶尔、蒙热尔蒙、勒勒、圣吉勒、沃赞勒科凯。
帕塞境内地势平坦，海拔在27至91米之间。
弗吕姆河自北向南流经境内。
按照柯本气候分类法，帕塞属于较为典型的温带海洋性气候，全年温差较小，降水分布均匀。

## 交通
法国国道N12线经过境内并设有出入口；伊勒-维莱讷省省道D29线、D287线和D288线经过帕塞境内。52路、65路和77路经过帕塞境内并设有站点。

## 政治
现任帕塞市长为埃尔韦·德普埃先生（Hervé Depouez），他是一名右翼无党派人士。

## 人口
| 年份   | 1936  | 1946  | 1954  | 1962  | 1968  | 1975  | 1982  | 1990  | 1999  | 2005  | 2010  | 2015   | 2018   |
| ------ | ----- | ----- | ----- | ----- | ----- | ----- | ----- | ----- | ----- | ----- | ----- | ------ | ------ |
| 人口數 | 1,856 | 1,900 | 1,991 | 1,959 | 2,338 | 3,687 | 4,954 | 5,556 | 7,885 | 8,212 | 9,961 | 11,531 | 11,825 |

## 商业
帕塞境内设有大型开放式商业街区。宜家家居雷恩店位于其境内，于2008年开业。